# Avenue Victor-Hugo (Aubervilliers)

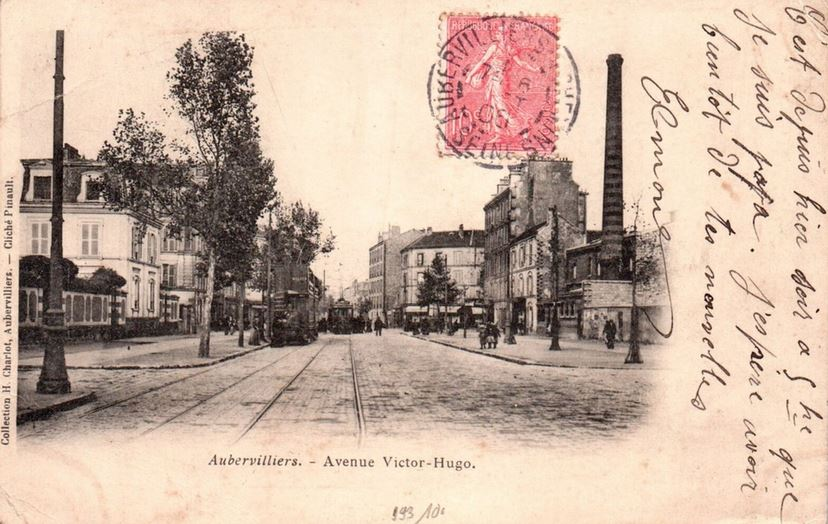
Aubervilliers, l'avenue Victor-Hugo.

Pour les articles homonymes, voir Avenue Victor-Hugo.
L'avenue Victor-Hugo à Aubervilliers est l'une des artères principales du centre-ville,.

## Situation et accès

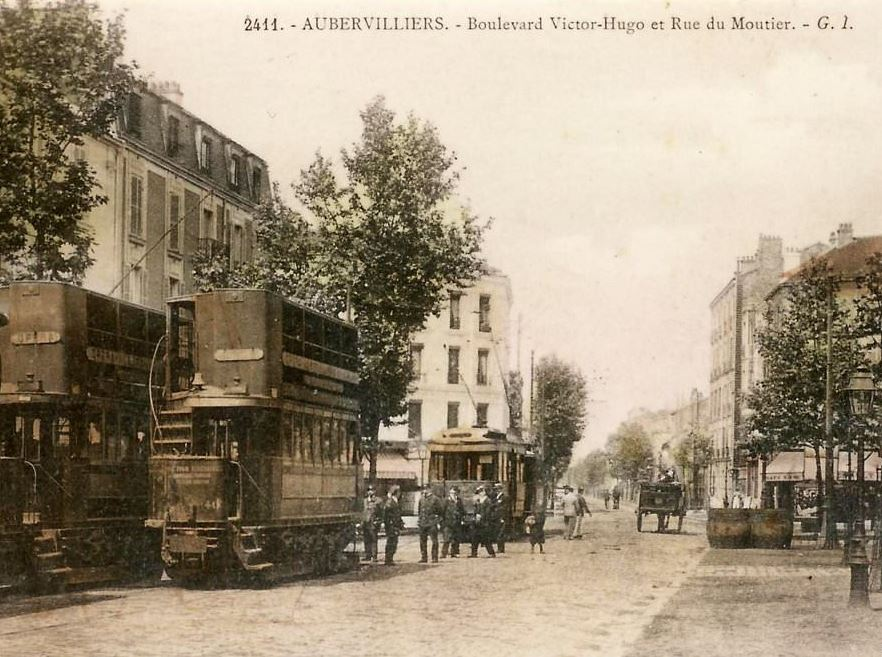
Aubervilliers, boulevard Victor-Hugo et rue du Moutier, vers 1900.

Elle suit le parcours de l'ex-route nationale 301 actuellement D901. Elle part de la porte d'Aubervilliers, et entre dans Aubervilliers ; elle croise l' avenue des Magasins Généraux, forme le point de départ de la rue de la Haie-Coq, croise la rue des Gardinoux et après le quai Lucien-Lefranc, franchit le canal Saint-Denis sur le pont de Stains (dit pont Victor-Hugo).

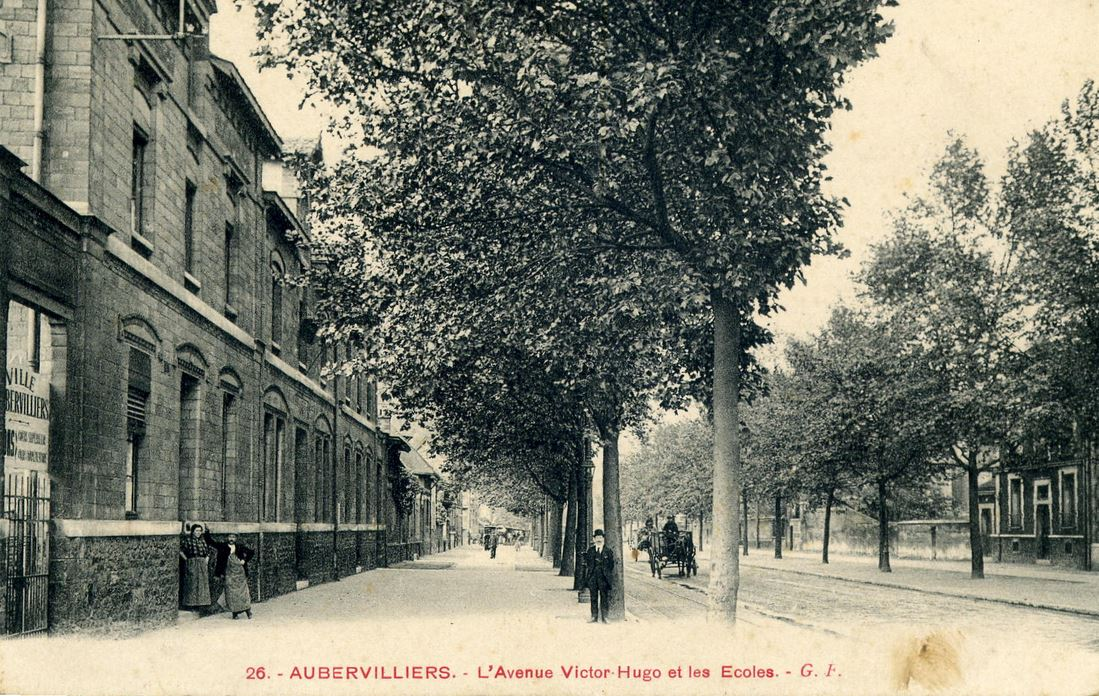
L'avenue Victor Hugo et les écoles.

À la place Henri-Rol-Tanguy, elle croise le boulevard Félix-Faure. Bifurquant vers le nord, elle marque le départ de la rue Villebois-Mareuil et de la rue Bernard-et-Mazoyer, pour s'arrêter au niveau de la place de la mairie d'Aubervilliers, au croisement avec la rue du Moutier, prolongement de la rue du Landy, et l'avenue de la République / avenue du Président-Roosevelt.
Après cette place, son prolongement prend le nom de Boulevard Anatole France. À cet endroit, desservi par la station de métro Mairie d'Aubervilliers, se trouvait un terminus de tramway.
Elle est desservie par plusieurs stations de la ligne 12 du métro de Paris:
- Métro Aimé Césaire, près du Pont de Stains (Canal d'Ourcq);
- Métro Mairie d'Aubervilliers, au croisement de l'avenue de la République / avenue du Président-Roosevelt et Boulevard Anatole France

## Origine du nom
Elle porte le nom du poète, dramaturge, écrivain et homme politique français Victor Hugo (1802-1885).

## Historique
L'avenue fait partie des grands aménagements réalisés autour de 1900, avec le boulevard Anatole-France et l'avenue du Président-Roosevelt, prolongement de l'avenue de la République.

## Bâtiments remarquables et lieux de mémoire

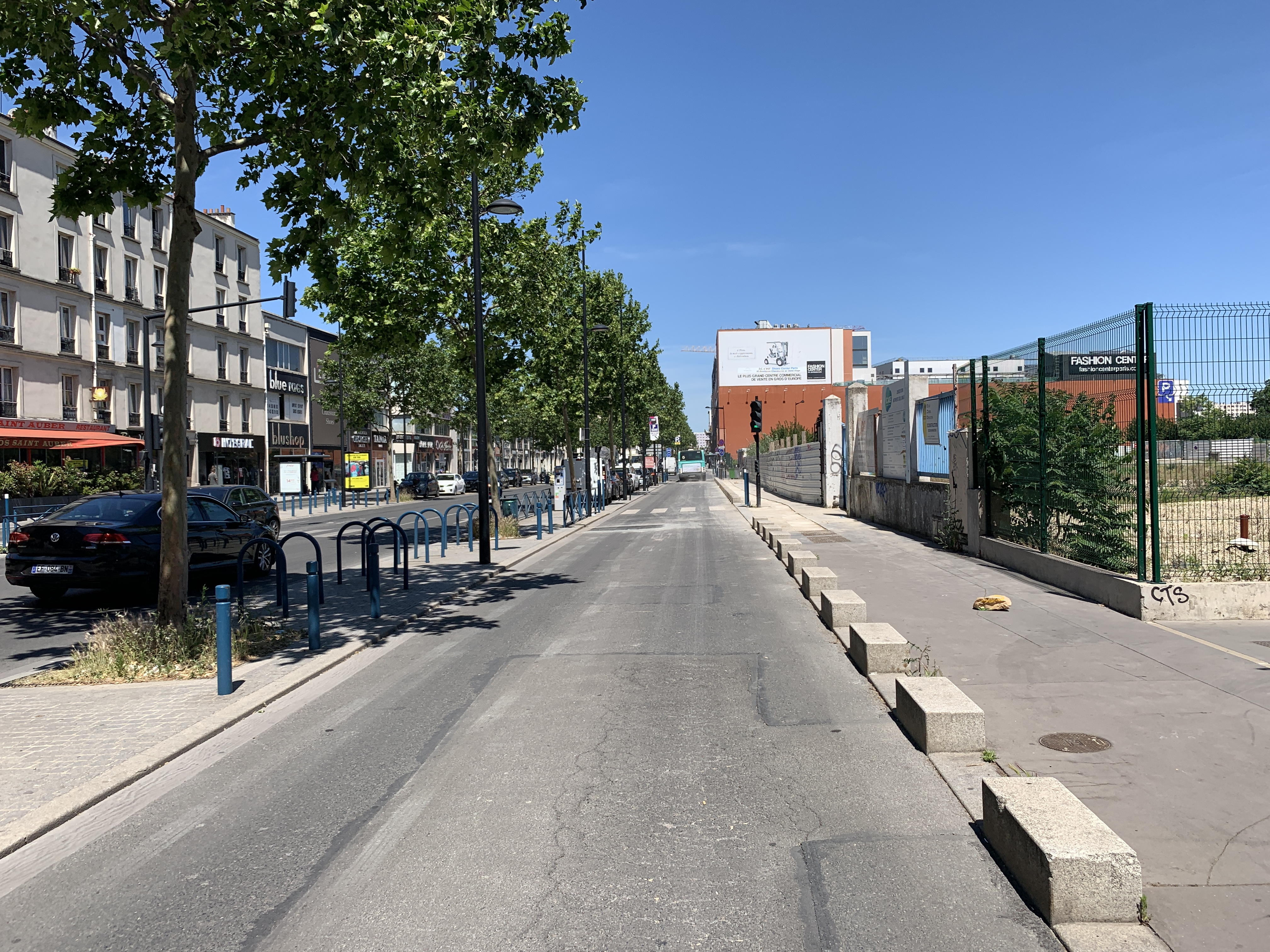
L'avenue Victor-Hugo en 2020.

- Au numéro 195, le Temple du foyer protestant[6],[7]
- Pendant la Seconde Guerre Mondiale, a été construit à cet endroit un blockhaus allemand, répertorié par la Sous-commission de Classement des Ouvrages de l'Intérieur Construits pendant les Hostilités (SCOICH)[8].
- Le Triangle d’or, entouré par la rue de la Haie-Coq, la rue des Gardinoux et l’avenue Victor-Hugo, avec  plus de 1 300 entreprises[9], est la première plateforme d’import-export de textile en Europe[10],[11],[12].
- Fashion Center, plus grand centre commercial pour acheteurs en gros d’Europe[13],[14].